# 今庄駅
今庄駅（いまじょうえき）は、福井県南条郡南越前町今庄にある、ハピラインふくいハピラインふくい線の駅である。

## 歴史

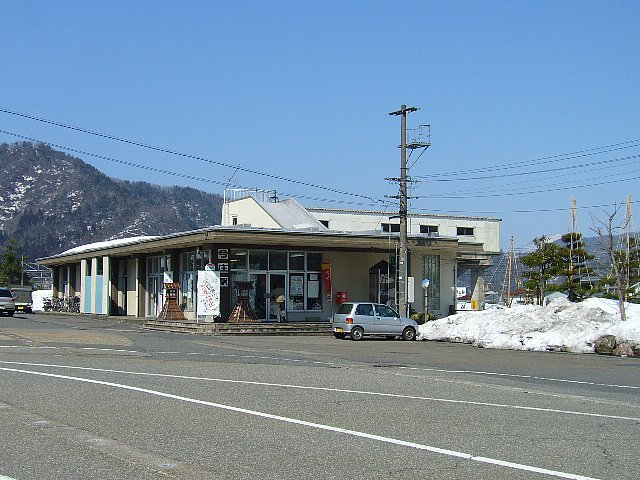
リニューアル前の駅舎（2006年3月）

- 1896年（明治29年）7月15日：官設鉄道北陸線の敦賀駅 - 福井駅開業時に設置[1][2]。一般駅[3]。同日付けで敦賀庫今庄駐泊所を開設。
- 1909年（明治42年）10月12日：線路名称制定、北陸本線所属駅となる[4]。
- 1962年（昭和37年）
  - 6月9日：今庄機関区閉区[5]。
  - 6月10日：北陸トンネル開通に伴い、敦賀駅 - 新保駅 - 当駅間の旧線が廃止となる[4][5][6]。ダイヤ改正に伴い優等列車通過駅となる。
- 1984年（昭和59年）2月1日：荷物の取扱を廃止[3]。
- 1985年（昭和60年）3月14日：貨物の取扱を廃止（旅客駅となる）[7]。
- 1987年（昭和62年）4月1日：国鉄分割民営化により西日本旅客鉄道（JR西日本）の駅となる[7]。
- 2017年（平成29年）3月26日：駅舎リニューアルが完成[8][9]。
- 2018年（平成30年）9月15日：ICカード「ICOCA」の利用が可能となる[10][11][12][13][14][15]。
- 2022年（令和4年） 
  - 3月31日：簡易委託を解除し、無人化[16][17][18]。
  - 8月5日：集中豪雨のため駅周辺の線路が浸水、不通となる[19]。
  - 8月8日：不通となった武生駅 - 敦賀駅間で福井県が乗車無料の災害時緊急シャトルバス[20]を（同月10日まで）運行するが、今庄駅には立ち寄らない経路で運行[21]。
- 2024年（令和6年）3月16日：北陸新幹線の金沢駅 - 敦賀駅間開業に伴い、ハピラインふくいの駅となる[22][23][24]。

## 駅構造
単式ホーム1面1線と島式ホーム1面2線、計2面3線のホームを有する地上駅である。駅舎から各ホームへは跨線橋で連絡している。かつては島式2面4線（旧1・2番のりば、旧3・4番のりばでそれぞれ島式）であった。
無人化前はJR西日本金沢支社の福井地域鉄道部が管理し、南越前町が発券業務を受託する簡易委託駅であった。駅舎内の観光案内所兼売店に窓口が設置された。駅構内にはICカード専用の簡易改札機が設置されている。
北陸本線が杉津駅経由だったころ、敦賀方面の列車は急勾配を上らなければならなかったため、当駅で補助機関車を増結・解放していた。その名残で保守用側線に給水塔や給炭用のホームが残されている。

### のりば
| のりば | 路線                | 方向 | 行先           | 備考          |
| ------ | ------------------- | ---- | -------------- | ------------- |
| 1      | ■ハピラインふくい線 | 下り | 福井・金沢方面 | 一部2番のりば |
| 2・3   | ■ハピラインふくい線 | 上り | 敦賀方面       |               |

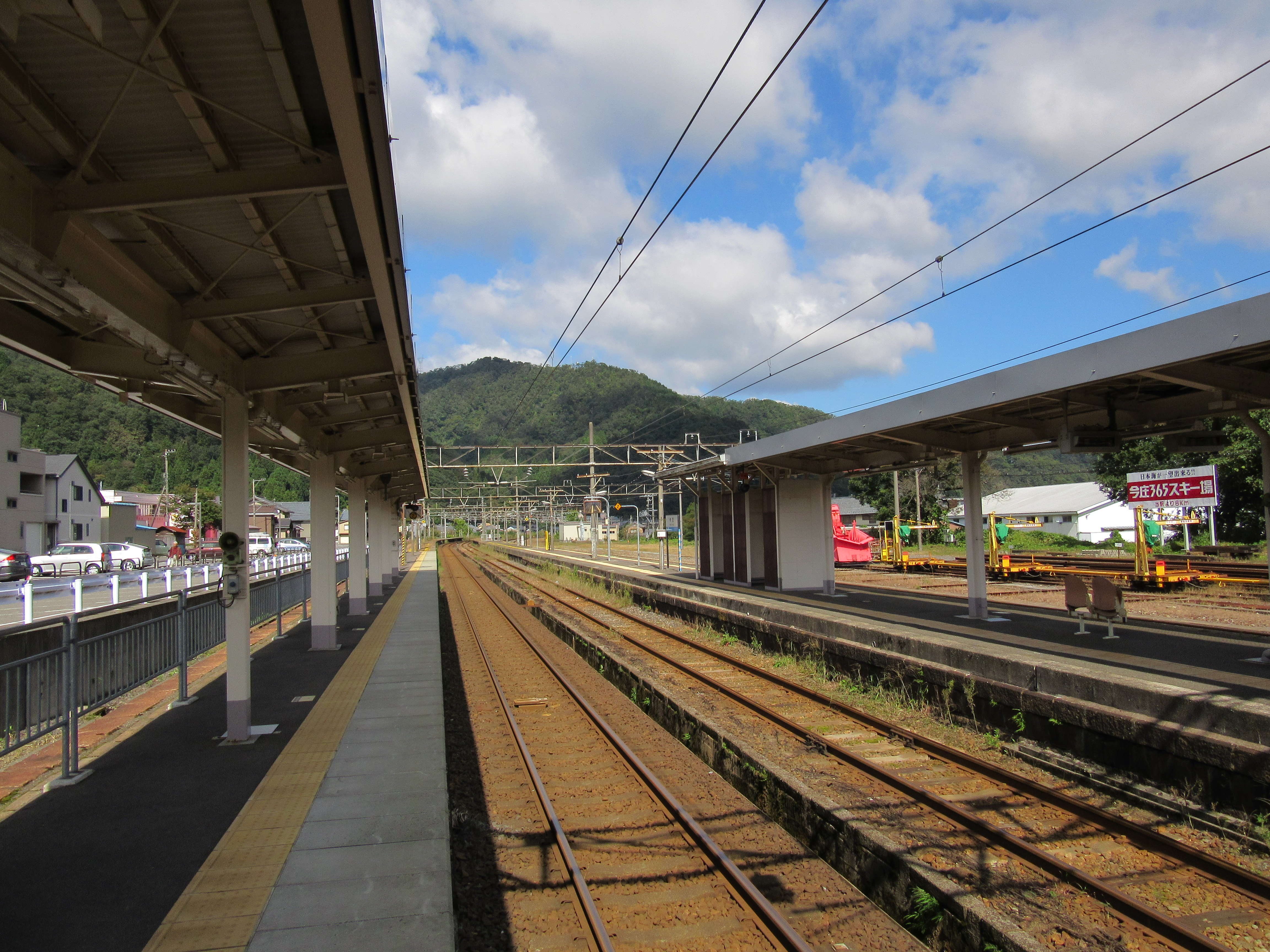
ホーム（2015年10月）
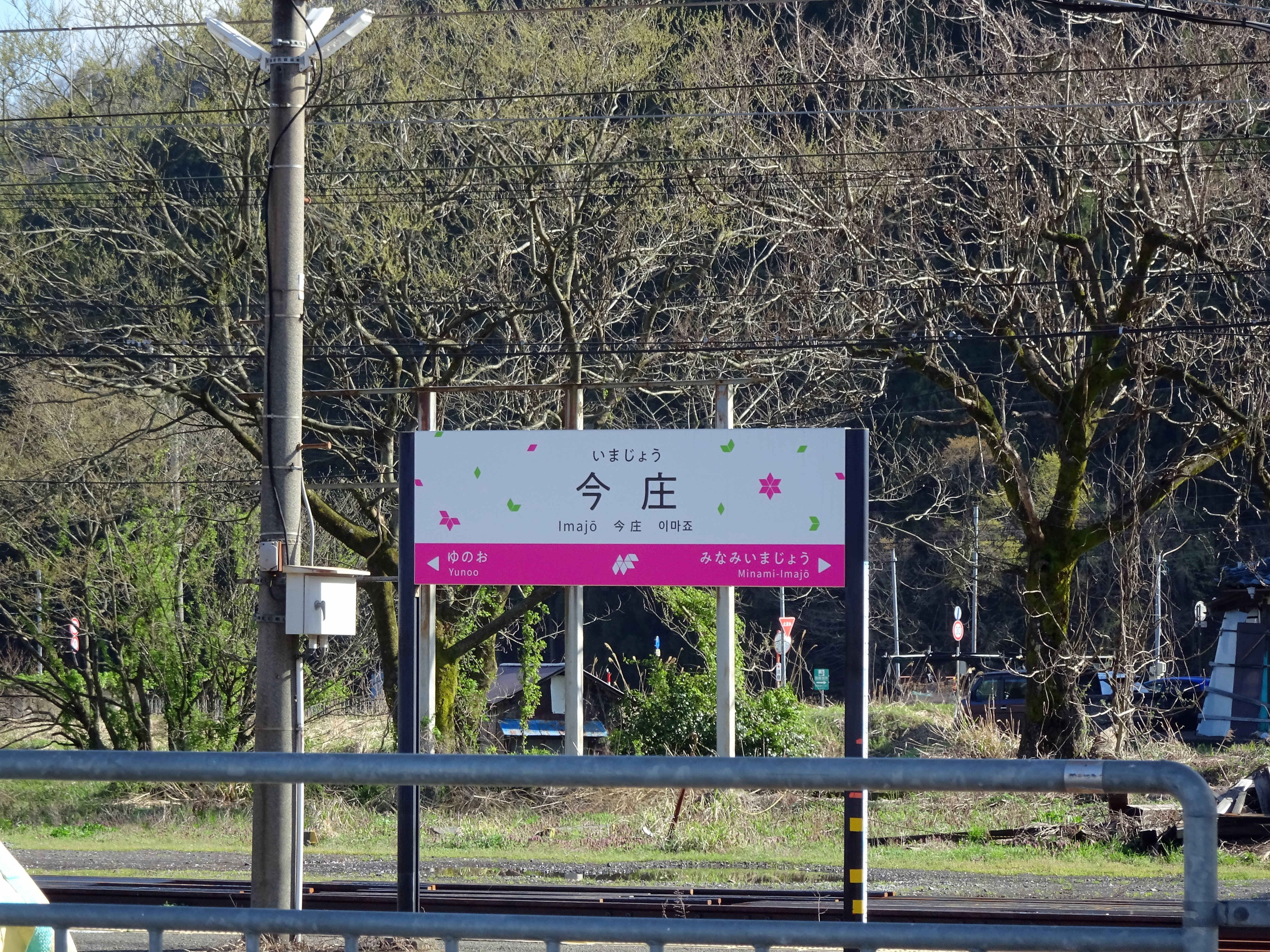
ハピラインふくいの仕様となった今庄駅の駅名標（2024年3月）

### 駅リニューアル
南越前町は駅舎を2005年にJR西日本から購入し、2014年度からリニューアル事業に着手。2017年3月に「今庄まちなみ情報館」、観光案内所、土産販売店を新たに整備してリニューアルオープンした。改修した駅舎には、南越前町産のスギ材を外壁に使用した。
今庄まちなみ情報館では、1955年ごろの今庄駅が45分の1のジオラマで再現されており、北陸本線の旧線に設けられていたスイッチバックなどの情報がパネルで展示されている。
また、2018年には住民主体で取り組んできた駅前の整備が完成し、4月に「今庄駅前ほっこり広場」としてオープンしている。

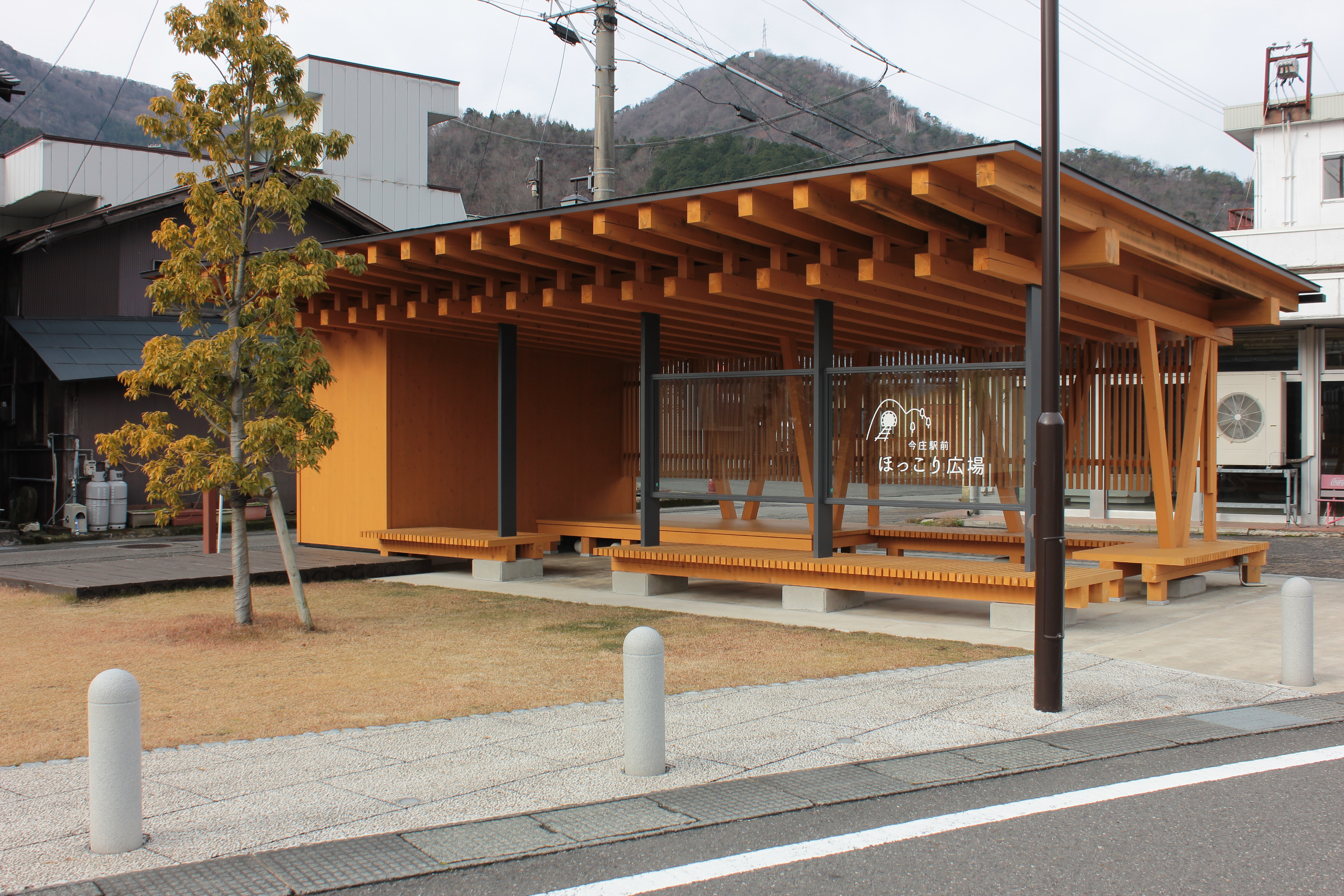
今庄駅前ほっこり広場
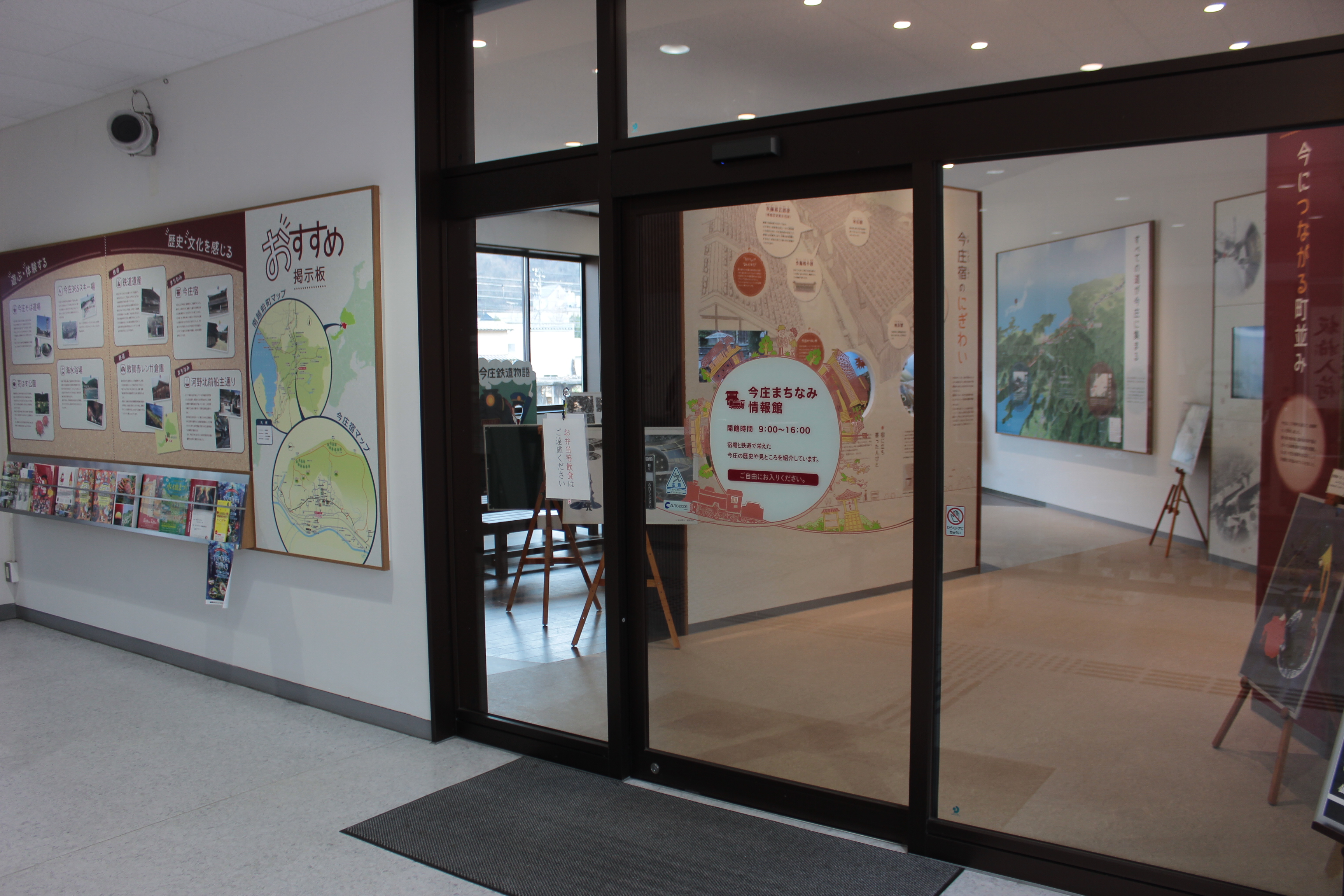
今庄まちなみ情報館
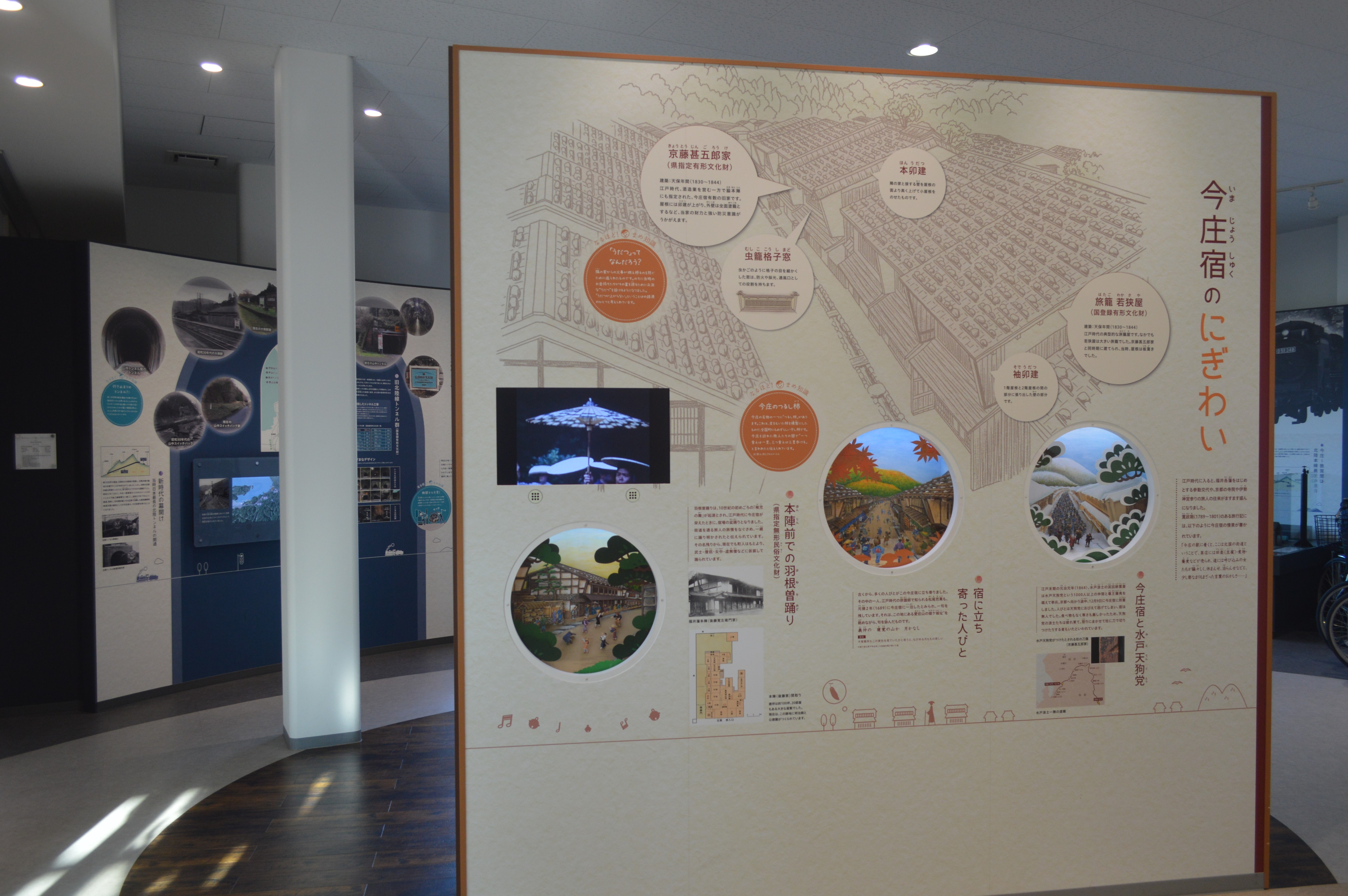
今庄宿のにぎわい
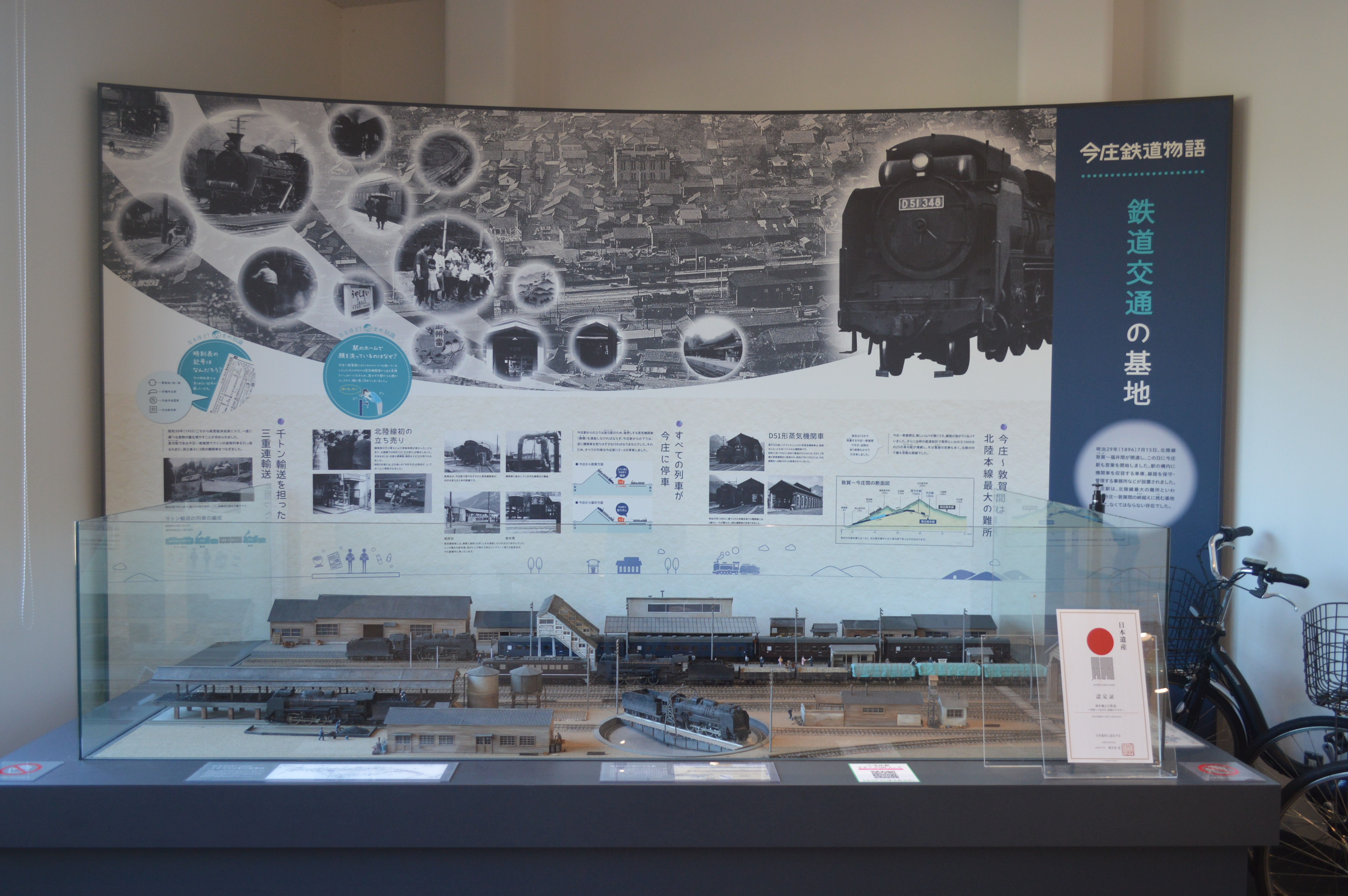
1955年ごろの今庄駅のジオラマ

## 利用状況
「福井県統計年鑑」によると、2022年（令和4年）度の1日平均乗車人員は115人である。
近年の1日平均乗車人員は以下の通り。
| 年度               | 1日平均 乗車人員 |
| ------------------ | ---------------- |
| 1997年（平成09年） | 355              |
| 1998年（平成10年） | 328              |
| 1999年（平成11年） | 307              |
| 2000年（平成12年） | 294              |
| 2001年（平成13年） | 286              |
| 2002年（平成14年） | 274              |
| 2003年（平成15年） | 275              |
| 2004年（平成16年） | 252              |
| 2005年（平成17年） | 243              |
| 2006年（平成18年） | 232              |
| 2007年（平成19年） | 240              |
| 2008年（平成20年） | 230              |
| 2009年（平成21年） | 231              |
| 2010年（平成22年） | 225              |
| 2011年（平成23年） | 207              |
| 2012年（平成24年） | 185              |
| 2013年（平成25年） | 198              |
| 2014年（平成26年） | 188              |
| 2015年（平成27年） | 169              |
| 2016年（平成28年） | 165              |
| 2017年（平成29年） | 162              |
| 2018年（平成30年） | 154              |
| 2019年（令和元年） | 159              |
| 2020年（令和02年） | 113              |
| 2021年（令和03年） | 107              |
| 2022年（令和04年） | 115              |

## 駅周辺

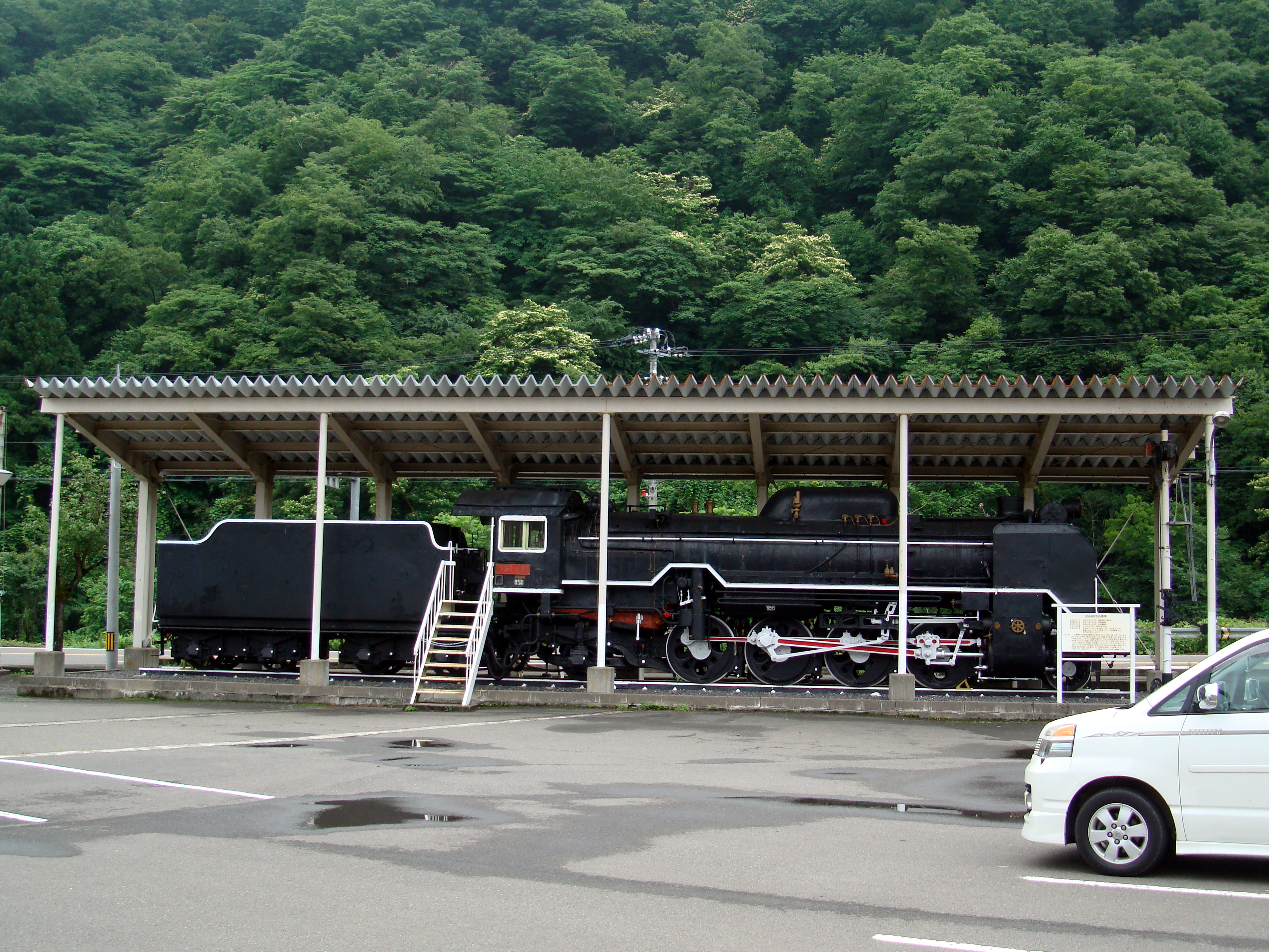
今庄サイクリングターミナル駐車場に展示されている D51-481

当駅の近隣は北国街道の宿場町である今庄宿（2021年に重要伝統的建造物群保存地区に指定）であった今庄地区（旧・今庄町）があり、古い建物などが現在も残っている。
- 南越前町立今庄小学校
- 南越前町役場今庄総合事務所
- 今庄郵便局
- 国道365号
- 国道476号

今庄住民利用バス「JR今庄駅」バス停留所は2023年（令和5年）5月31日をもって運行を終了し、廃止されている。

## その他
- 北陸トンネル開通までは金津駅 - 福井駅 - 当駅間折り返しの通勤ダイヤが組まれていた。JR時代の末期、停車する列車は普通列車のみで、日中の停車本数は1時間あたり1本であった。
- かつて早朝に運転されていた快速列車は当駅に停車していた。
- 人気のあった駅構内での名物、駅弁屋（高野商店）は大聖寺駅に（その後、加賀市内の特急停車駅統合に伴い加賀温泉駅に移転）[34][35]、今庄そば（豊岡商店）は福井駅に移転した（武生駅にも店舗がある）。なお、立ち食いそばの発祥は今庄駅とされている[26]。

## 隣の駅
ハピラインふくい
■ハピラインふくい線
■快速（下記以外）
通過
■快速（1往復のみ）
敦賀駅 - 今庄駅 - 武生駅
■普通
南今庄駅 - 今庄駅 - 湯尾駅

### かつて存在した路線
日本国有鉄道
北陸本線（旧線）
大桐駅 - 今庄駅